# انیو، سوئیس
شهر انیو  در بخش لوگنو در ایالت تیسینودر کشور سوئیس واقع شده‌است که ۳٬۶۰۰ نفر  جمعیت دارد.